# Castore (torpilleur)
Pour les articles homonymes, voir Castore.
Le Castore (fanion « CT ») était un torpilleur italien de la classe Spica - type Climene lancé en 1936 pour la Marine royale italienne (en italien : Regia Marina). 

## Conception et description
Les torpilleurs de la classe Spica devaient répondre au traité naval de Londres qui ne  limitait pas le nombre de navires dont le déplacement standard était inférieur à 600 tonnes. Hormis les 2 prototypes, 3 autres types ont été construits : Alcione, Climene et Perseo. Ils avaient une longueur totale de 81,42 à 83,5 mètres, une largeur de 7,92 à 8,20 mètres et un tirant d'eau de 2,55 à 3,09 mètres. Ils déplaçaient 652 à 808 tonnes à charge normale, et 975 à 1 200 tonnes à pleine charge. Leur effectif était de 6 à 9 officiers et de 110 sous-officiers et marins
Les Spica étaient propulsés par deux turbines à vapeur à engrenages Parsons , chacune entraînant un arbre d'hélice et utilisant la vapeur fournie par deux chaudières Yarrow. La puissance nominale des turbines était de 19 000 chevaux-vapeur (14 000 kW) pour une vitesse de 33 nœuds (61 km/h) en service, bien que les navires aient atteint des vitesses supérieures à 34 nœuds (62,97 km/h) lors de leurs essais en mer alors qu'ils étaient légèrement chargés. Ils avaient une autonomie de 1 910 milles nautiques (3 540 km) à une vitesse de 15 nœuds (27,7 km/h)
Leur batterie principale était composée de 3 canons 100/47 OTO Model 1937. La défense antiaérienne (AA) des navires de la classe Spica était assurée par 4 mitrailleuses jumelées Breda Model 1931 de 13,2 millimètres. Ils étaient équipés de 2 tubes lance-torpilles de 450 millimètres (21 pouces) dans deux supports jumelés au milieu du navire.  Les Spica étaient également équipés de  2 lanceurs de charges de profondeur et d'un équipement pour le transport et la pose de 20 mines.

## Construction et mise en service
Le Castore est construit par le chantier naval Cantiere navale di Ancona à Ancône en Italie, et mis sur cale le 25 janvier 1936. Il est lancé le 27 septembre 1936 et est achevé et mis en service le 16 janvier 1937. Il est commissionné le même jour dans la Regia Marina.

## Histoire de service
Après les essais et l'entraînement dans le Nord de l'Adriatique, pendant sa première période de service, le torpilleur Castore opère dans les eaux de la Sicile, basé à Messine,.
En septembre 1938, affecté à l'école de commandement d'Augusta, le Castore devient chef d'escadron du XVIIe escadron de torpilleurs et participe à toutes les croisières et missions effectuées par cette formation de 1938 à 1940.

### Seconde Guerre mondiale
Lors de l'entrée de l'Italie dans la Seconde Guerre mondiale, le Castore fait partie du XIe escadron de torpilleurs basé à Tripoli, qu'il forme avec ses navires-jumeaux Cigno, Climene et Centauro. Il opère principalement dans des missions d'escorte le long de la côte libyenne, puis entre le sud de l'Italie et l'Afrique du Nord,, et à partir de l'été 1942 également dans la mer Égée, entre la Grèce, la Cyrénaïque et le sud de l'Italie, combattant à plusieurs reprises contre des avions ennemis. Il mène également des actions anti-sous-marines infructueuses,.
Le 5 septembre 1940, à 6h30, le Castore appareille de Benghazi et escorte les transports Città di Messina, Zena et Carnia vers Tripoli.
À six heures du soir, le 7 janvier 1941, le Castore et son navire-jumeau Clio quittent Tobrouk pour escorter les navires marchands Edda, Assiria et Fianona vers Benghazi. À 22h08 du même jour, le sous-marin britannique HMS Rover (N62) lance quatre torpilles contre le Edda à la position géographique de 32° 13′ N, 23° 40′ E. Le navire n'est pas touché et dans la contre-attaque, le Castore et le Clio endommagent avec des grenades sous-marines l'unité ennemie,, qui a ensuite besoin de 13 jours de réparations à Malte. Le convoi atteint Benghazi à 11 heures le 9 janvier.
A 19h00 le 23 février 1941, le navire appareille de Naples, ainsi que les destroyers Aviere, Geniere et da Noli. et escorte les navires marchands Ankara, Marburg, Reichenfels et Kybfels à Tripoli à une vitesse de 14 noeuds (26 km) ,
Le 30 avril, avec les destroyers Euro et Fulmine et les torpilleurs Procione et Orione, il fait partie de l'escorte d'un convoi formé par les transports Birmania, Marburg, Reichenfels, Rialto et Kybfels naviguant d'Augusta et Messine vers la Libye chargé de fournitures pour l'Afrika Korps/ Bien qu'attaqué par des avions et des sous-marins le 1er mai, le convoi n'est pas endommagé.
Au cours de l'année 1941, les mitrailleuses de 13,2 mm, peu efficaces, sont débarquées et remplacées par 8 canons de 20/65 mm plus efficaces; le déplacement est porté à 1055 tonnes,,.
Le 23 novembre 1941, le torpilleur bombarde avec des grenades sous-marines le sous-marin néerlandais HNLMS O 21, qui a attaqué sans succès le vapeur Bolzaneto.
Le 3 janvier 1942 à 15 heures, le Castore, dans le cadre de l'opération " M 43 ", appareille de Tarente pour escorter vers Tripoli, avec les torpilleurs Antares, Orsa ed Aretusa, le navire à moteur moderne Monviso et le grand pétrolier Giulio Giordani. Le convoi arrive à destination sans encombre le 5 janvier.
Le 13 janvier à 16h30, le Castore et un autre torpilleur, le Procione, quittent Tripoli pour escorter les navires à moteur modernes Monviso et Monginevro vers l'Italie. Le convoi arrive à bon port après avoir évité une rencontre avec une formation de destroyers britanniques (HMS Lance (G87), HMS Lively (G40), HMS Jaguar (F34) et HMS Zulu (F18)) et une attaque des bombardiers-torpilleurs du 830e escadron (830° Squadron).
Le 15 janvier, le Castore est légèrement endommagé après avoir heurté une mine (posée quatre jours plus tôt par le sous-marin britannique HMS Porpoise (N14)) au large du cape Drepano, dans la baie de Souda,.
Le 22 janvier, l'unité fait partie - avec les destroyers Vivaldi, Malocello, da Noli, Aviere, Geniere et Camicia Nera et le torpilleur Orsa - de l'escorte de l'opération "T. 18" (un convoi formé par le transport de troupes Victoria - parti de Tarente - et les cargos Ravello, Monviso, Monginevro et Vettor Pisani - partis de Messine -, transportant un total de 15 000 tonnes de matériel, 97 chars, 271 véhicules et 1 467 hommes). Le 23, pendant la navigation, le Victoria est immobilisé par une attaque de 3 bombardiers-torpilleurs. Le Aviere et le Camicia Nera s'arrêtent pour lui porter secours, mais une seconde attaque portée par 4 avions donne le coup de grâce au navire à moteur (1 064 des 1 455 hommes à bord sont sauvés),.
Le 5 février à 10h15, le torpilleur quitte Palerme pour escorter vers Tripoli le pétrolier Rondine, avec le destroyer Premuda. Le convoi arrive au port sans dommages le 7 février à 17 h, après avoir échappé aux attaques aériennes et sous-marines (un sous-marin resté inconnu lance des torpilles contre le Rondine au large de Capo San Vito, à 13h45 le 5 février).
Le 16 mars 1942, l'unité participe à l'opération "Sirio", en escortant vers Tripoli, avec le destroyer Premuda, le navire marchand Assunta De Gregori. Au retour de cette mission, elle escorte, avec d'autres unités, 4 navires à moteur qui reviennent de Libye.
Dans l'après-midi du 11 mai 1942, le navire quitte Naples pour Tripoli afin d'escorter - avec les destroyers da Recco et Premuda et les torpilleurs Climene, Pallade et Polluce - un convoi composé des canots à moteur modernes Gino Allegri, Reginaldo Giuliani, Ravello, Agostino Bertani et Unione et du grand vapeur allemand Reichenfels. Il s'agit de l'opération de circulation "Mira", qui nécessite l'envoi de 58 chars, 713 véhicules, 3 086 tonnes de carburant et d'huiles lubrifiantes, 513 hommes et 17 505 tonnes de munitions et autres fournitures,. Le Giuliani subit une panne de pompe et doit se replier sur Palerme; le Premuda est détaché pour l'escorter. Le reste du convoi arrive à destination indemne,.
Le 22 juin, l'unité quitte Palerme pour escorter vers Benghazi, avec les destroyers Folgore et Turbine et les torpilleurs Orsa et Partenope, les navires à moteur Nino Bixio et Mario Roselli, mais le lendemain, ce dernier est sérieusement endommagé par des bombardiers-torpilleurs alors qu'il se trouve à 39 milles nautiques (72 km) par 139° de Capo Rizzuto et doit revenir pour remorquer le Orsa, assisté des remorqueurs Gagliardo, Pluto, Fauna et Portoferraio,,.
Le 15 août, l'unité escorte de Brindisi à Benghazi, avec le destroyer da Recco et les torpilleurs Polluce et Calliope, les gros navires à moteur Lerici et Ravello, quand, à 18h30, à la position géographique de 34° 50′ N, 21° 30′ E, le Lerici est torpillé et incendié par le sous-marin britannique HMS Porpoise. Le Castore, avec le da Recco et le Ravello, continue vers Benghazi en escortant le navire à moteur qui reste indemne, tandis que le Lerici coule par la poupe après des tentatives de sauvetage inutiles du Calliope et le sous-marin attaquant est endommagé par le Polluce,,.
Le 16 août, à 15 heures, le torpilleur appareille de Benghazi pour escorter vers Brindisi, avec les destroyers da Recco et Saetta et le torpilleur Orione, les navires à moteur Sestriere et Nino Bixio . A 15h35 du 17, cependant, le Bixio est touché et sérieusement endommagé, à la position géographique de 36° 35′ N, 21° 34′ E, par deux torpilles du sous-marin britannique HMS Turbulent (N98), ce qui tue 434 hommes,,. Le Sestriere aussi au même moment (à la position géographique de 36° 36′ N, 21° 30′ E, au sud de Pýlos, à 15h30) est soumis au lancement de quelques torpilles, mais il n'a pas été touché. Pendant que le Bixio est remorqué à Pýlos par le Saetta et assisté par le Orione, le Castore se rend à destination avec le Sestriere et le da Recco, arrivant à Brindisi à 17 heures le jour suivant.
Le 14 septembre 1942, le navire participe aux combats pour la défense de Tobrouk lors de l'attaque britannique connue sous le nom d'opération Daffodil. Amarré dans le port avec le destroyer Cascino et un troisième torpilleur, le Montanari, le navire ouvre le feu lorsque, vers 3 heures du matin, dix torpilleurs britanniques attaquent le port de Tobrouk. Tirant dans l'obscurité, les torpilleurs italiens coulent ou endommagent certaines des unités attaquantes et, avec les 17 torpilleurs placés en défense du port après le début du raid, repoussent l'attaque.
Le 24 septembre 1942, le torpilleur, commandé par le lieutenant de vaisseau (tenente di vascello) Tezel, quitte le Pirée pour escorter vers Tobrouk, en compagnie du destroyer da Recco et des torpilleurs Lupo et Sirio, les vapeurs Menes (allemand) et Anna Maria Gualdi (italien), qui sont rejoints plus tard par le pétrolier Proserpina et les torpilleurs Libra et Lira Le convoi arrive à destination sain et sauf après avoir repoussé une attaque aérienne, au cours de laquelle le Castore doit remettre en formation le Menes, qui s'est rangé - comme les autres navires marchands - en comprenant qu'un coup de canon était le signal de se ranger pour les attaques sous-marines.
Le 2 septembre 1942, à huit heures, le Castore appareille du Pirée pour escorter vers Tobrouk, avec ses navires-jumeaux Polluce, Lupo et Calliope, un convoi composé des vapeurs Padenna, Sportivo et Bianchi. Vers 16 heures le 3 septembre, les navires, suivant les indications des avions italiens, se dirigent vers l'endroit où un avion éclaireur ennemi s'est écrasé - abattu par l'escorte aérienne du convoi - et le Lupo procède au sauvetage des survivants. À 18h45 le même jour, le convoi subit une première attaque de bombardiers Consolidated B-24 Liberator. La réaction de l'escorte disperse la formation attaquante, l'obligeant à battre en retraite Vers minuit, une nouvelle attaque aérienne commence: le Bianchi est touché et explose, coulant en quelques secondes, tandis que les autres unités se séparent. Le Lupo et le Castore s'éloignent avec le Sportivo, le Polluce et le Calliope continuent dans une autre direction avec le Padenna. Lors d'attaques aériennes et sous-marines ultérieures, pendant la nuit, le Polluce, incendié par une bombe d'avion puis coulé pendant le remorquage, et le Padenna, torpillé par le sous-marin britannique HMS Thrasher (N37)., sont perdus.
Le 8 octobre à 14h50, le Castore et le torpilleur d'escorte moderne Ciclone quittent Tobrouk pour escorter le pétrolier Proserpina vers le Pirée puis Tarente. Alors qu'ils naviguent à l'ouest de la Crète, les navires sont attaqués sans succès à deux reprises par le sous-marin britannique HMS Traveller (N48). La première fois, à 15h20 le 9, l'unité britannique lance trois torpilles sans résultat contre le Proserpina, à la position géographique de 35° 45′ N, 23° 13′ E; la seconde fois, à la même position mais à neuf heures du soir le 9, le HMS Traveller tente sans succès de torpiller le Castore et le Ciclone. Le convoi atteint le Pirée à 6h30 le 10 et Tarente à 21h35 le 12.
Dans la nuit du 13 au 14 novembre 1942, le Castore se trouve à Tobrouk lorsque les troupes britanniques tentent d'occuper la ville par un coup d'État: le torpilleur participe activement à repousser l'attaque britannique.
En janvier 1943, le capitaine de corvette (capitano di corvetta) Marino Fasan prend le commandement du navire.
Le 17 janvier, à 2h30 du matin, le Castore quitte Palerme avec son navire-jumeau Libra et le vieux torpilleur Montanari pour escorter les transports Campania, Jacques Schiaffino et Gerda Toft vers Tunis. Les navires atteignent leur destination sains et saufs à 7 heures du matin le 18 janvier, après avoir évité une attaque à la torpille par un sous-marin (au nord-ouest de Marettimo, à 20h30 le 17) et une attaque aérienne (au large des îles Égades, à 12h30 le 18).
Au printemps 1943, le Castore participe à l'évacuation des troupes italiennes de Tunisie, alors proche de l'automne,,.
A huit heures du soir du 31 mai 1943, le Castore quitte Tarente pour escorter les petits vapeurs Postumia et Vragnizza vers Messine, mais le lendemain, au large de Capo Rizzuto, le convoi est repéré par des avions de reconnaissance britanniques. À 1h45 le 2 juin, les navires italiens sont attaqués au large de Cap Spartivento par des avions et les destroyers Vassilissa Olga (grec) et HMS Jervis (F00) (britannique), qui ouvrent le feu à 1 800 mètres, aidés par le radar et l'utilisation de fusées éclairantes, avant même d'être aperçus. Le Castore passe immédiatement à la contre-attaque, se dirigeant vers les navires ennemis et ouvrant le feu pour permettre aux navires marchands de s'éloigner, essayant également de lancer ses propres torpilles, mais il est rapidement centré à l'arrière avec l'impossibilité conséquente de gouverner et est donc immobilisé. A 3h15 du matin, après un combat violent et inégal, brûlant et criblé de balles (surtout au milieu du navire), le navire italien chavire et coule avec ses pavillons au vent et continuant à tirer avec les quelques armes encore en état de marche, à un mille nautique (1,85 km) de Punta Palizzi,,. Le sacrifice du torpilleur a permis aux deux navires à vapeur d'éviter la destruction: le Postumia, touché par l'avion, s'est échoué près du cap Spartivento Calabro mais a pu être récupéré neuf jours plus tard, tandis que le Vragnizza, bien qu'également endommagé par l'attaque aérienne,,, réussit à atteindre le port de Messine.
Le commandant Fasan (qui arecevra à titre posthume la médaille d'or de la valeur militaire) et 59 autres officiers, sous-officiers et marins, soit exactement la moitié des 120 hommes qui composaient l'équipage du Castore disparaissent en mer,,.
Au total, le torpilleur a effectué 155 missions de guerre (plus d'une centaine d'escortes), couvrant un total d'environ 63 000 milles marins (116 680 km).
L'épave du Castore est brisée en deux parties et repose à l'envers sur un fond sablonneux à une profondeur comprise entre 24 et 29 mètres, entre Capo Spartivento et Palizzi Marina,,.

## Sources
- (it) Cet article est partiellement ou en totalité issu de l’article de Wikipédia en italien intitulé « Castore (torpediniera) » (voir la liste des auteurs).